# Bruce Golding
Orette Bruce Golding, född 5 december 1947 i Chapelton, Clarendon, är en jamaicansk politiker, ordförande för Jamaicas arbetarparti. Han var Jamaicas premiärminister från 11 september 2007 till 23 oktober 2011.